# Masacrul de la Winnenden
La 11 martie 2009 15 persoane au fost împușcate la școala Albertville-Realschule din orășelul german Winnenden, aflat la 20 km nord-est de Stuttgart, precum și în orășelul Wendlingen am Neckar din apropiere. Alte 11 persoane au fost rănite, unele dintre ele grav, și a trebuit să fie duse la spital.
Atacatorul a fost un fost elev al școlii, acum în vârstă de 17 ani. După un prim atac sângeros în fosta lui școală a reușit să fugă cu o mașină. În timp ce era urmărit de poliție a mai ucis și rănit fără motive câteva alte persoane. A încheiat acțiunea printr-un glonț cu care s-a sinucis.